# Texture01
『Texture01』は、Koji Nakamura/Nyantoraのアルバム。2014年にMeltintoより発売された。

## 解説
SUPERCARのフロントマンである中村弘二がKoji Nakamura/Nyantora両名義で制作しているCD-Rシリーズ「Texture」の第1弾。
中村のオンラインショップ「Meltinto」や、ライブ会場で販売されている。
ジャケットはハンドメイドで、1枚毎にスタンプを押している。これは後のTextureシリーズも共通。アルバム毎に色が分けられており、当作のスタンプの色は青。
2016年6月18日に収録曲全ての曲名が発表された。

## 収録曲
1. Short Story
当曲に歌詞が追加されたバージョンがストリーミング限定プロジェクト「Epitaph」で「Alone One」のタイトルで公開された(アルバムには未収録)。
2. Texture1
3. Mist
4. OP-3
「Texture Web」にも収録された。
5. Texture2
6. Ϛ
PVがYouTubeで公開されている。
7. Float
当曲に歌詞が追加されたバージョンがアルバム「Epitaph」に「Influence」のタイトルで収録されている。後にショートPVが中村の公式Twitterで公開された。
8. Computer In Love
「Texture Web2」にも収録された。後にショートPVが中村の公式Twitterで公開された。
9. Cauliflower
10. Electric Birds
11. Night Ver1
音源がSoundCloudで公開されている。2013年発売のアルバム「High Strangeness」の頃には既に存在していた。当曲に歌詞が追加されたバージョンがアルバム「Epitaph」に「Night」のタイトルで収録されている。
12. Gorge
PVがYouTubeで公開されている。当曲に歌詞が追加されたバージョンがストリーミング限定プロジェクト「Epitaph」で「Fingers」のタイトルで公開された(アルバムには未収録)。

全作曲・編曲：中村弘二